# Cologno al Serio
Cologno al Serio je italská obec v provincii Bergamo v regionu Lombardie. Žije zde přibližně 11 tisíc obyvatel.

## Poloha
Obec leží v bergamské planině, asi 10 km na jih od města Bergamo.

### Sousední obce
| Růžice kompasu |                      | Urgnano          | Ghisalba            | Růžice kompasu |
| Růžice kompasu | Spirano              | Sever            | Martinengo          | Růžice kompasu |
| Růžice kompasu | Spirano              | Cologno al Serio | Martinengo          | Růžice kompasu |
| Růžice kompasu | Spirano              | Jih              | Martinengo          | Růžice kompasu |
| Růžice kompasu | Brignano Gera d’Adda | Morengo          | Romano di Lombardia | Růžice kompasu |

## Známí rodáci
- Antonio Agliardi (1832–1915), papežský diplomat a kardinál
- Pierbattista Pizzaballa OFM (* 1965), františkán, latinský patriarcha v Jeruzalémě